# Communauté de communes Celavu-Prunelli
Die Communauté de communes Celavu-Prunelli ist ein französischer Gemeindeverband mit der Rechtsform einer Communauté de communes im Département Corse-du-Sud in der Region Korsika. Sie wurde am 1. September 1993 gegründet und umfasst zehn Gemeinden. Der Verwaltungssitz befindet sich im Ort Carbuccia.

## Historische Entwicklung
Mit Wirkung vom 1. Januar 2017 traten fünf Gemeinden des aufgelösten Gemeindeverbandes Communauté de communes de la Vallée du Prunelli dem hiesigen Verband bei und erhöhten die Anzahl der Mitgliedsgemeinden von bisher fünf auf nunmehr zehn.
Mit Wirkung vom 1. Januar 2018 wurde der ursprüngliche Name Communauté de communes de la Haute Vallée de la Gravona auf die aktuelle Bezeichnung geändert.

## Mitgliedsgemeinden
| Gemeinde                               | Einwohner 1. Januar 2022 | Fläche km² | Dichte Einw./km² | Code INSEE | Postleitzahl |
| -------------------------------------- | ------------------------ | ---------- | ---------------- | ---------- | ------------ |
| Bastelica                              | 517                      | 127,69     | 4                | 2A031      | 20119        |
| Bastelicaccia                          | 4.258                    | 18,21      | 234              | 2A032      | 20129        |
| Bocognano                              | 393                      | 71,12      | 6                | 2A040      | 20136        |
| Carbuccia                              | 380                      | 14,35      | 26               | 2A062      | 20133        |
| Eccica-Suarella                        | 1.369                    | 14,47      | 95               | 2A104      | 20117        |
| Ocana                                  | 643                      | 26,06      | 25               | 2A181      | 20117        |
| Tavera                                 | 433                      | 32,43      | 13               | 2A324      | 20163        |
| Tolla                                  | 121                      | 25,45      | 5                | 2A326      | 20117        |
| Ucciani                                | 503                      | 28,36      | 18               | 2A330      | 20133        |
| Vero                                   | 629                      | 23,39      | 27               | 2A345      | 20172        |
| Communauté de communes Celavu-Prunelli | 9.246                    | 381,53     | 24               | –          | –            |